# 鄭龍進
鄭龍進（日语：／ Tei Ryūshin，1973年1月10日—）是日本華僑演員。

## 簡介
鄭龍進的父親是臺灣人，母親是日本人。在他尚未出生之時雙親已在神戶工作定居。自小在日本长大，神戶中華同文學校畢業。中學畢業后曾去美國哈利霍夫曼網球學校學習網球。在南佛羅里達網球大會有優勝經驗。由於家庭背景與成長過程，使他成為可通日語、華語、英語的多语演員。

## 電影
- DEAD OR ALIVE FINAL（東映，2002年）
- T.R.Y.（東映，2003年）
- 紅色的月（東寶，2004年）
- 澀谷故事（東寶，2004年）
- THE WINDS OF GOD -神風-（2006年）
- 大日本人（2007年）
- 紀錄黎明（2007年）
- 小貓的眼淚（2008年）
- 人體密碼 THE CODE（2009年）
- 禅 ZEN（2009年）
- 賭博默示錄：人生逆轉遊戲（2009年）
- 宅配男與披頭四搖籃曲（2010年）
- BOX 褲田事件生命（2010年）
- 東京島（2010年）
- 死刑台的電梯（2010年）
- 搬運你的未來（2011年）
- 莫逆家族（2012年）
- 初到東京（2012年）
- 圖書館戰爭（2013年）
- 極道大戰爭（2015年）
- 野風溼身的女人（2016年）
- 鄰人X謎樣的女子(2023)

## 電視劇
- 幪面超人亞極陀 第3話（朝日電視台，2001年）
- Long Love Letter～漂流教室～（富士電視台，2002年）
- 司法研习八人组 第5話（富士電視台，2003年）
- 電車男（富士電視台，2005年）
- 戀愛的時間（TBS，2005年）
- 牙狼GARO（東京電視台，2005年）
- 輪舞曲（TBS，2006年）
- 極道鮮師3（NTV，2008年）
- 星新一超短篇小說（NHK，2008年）
- ROMES/機場防禦系統（NHK，2009年）
- I am GHOST（BeeTV，2009年）
- TOKYO23～Survival City（WOWOW，2010年）
- 唐吉訶德（NTV，2011年）
- 東野圭吾 懸疑故事 第6話（富士電視台，2012年）
- 独静加 第1話（WOWOW，2012年）
- Going My Home 第1話（富士電視台，2012年）
- 咒怨之始（Netflix，2020年）

## 外部連結
- 鄭龍進官方網站 （页面存档备份，存于）